# 三一致の法則
三一致の法則（仏：trois unités)は、フランス古典演劇における規則の一つ。三単一の法則とも言う。
16世紀半ばから、アリストテレスの『詩学』に対する解釈の誤りから提唱され始め、最終的にはボワローが古典主義文学の理念をまとめた『詩法』の中で明確な定義をされることになる。
3つの一致（単一）とは、「時の単一」「場の単一」「筋の単一」を言い、劇中の時間で1日のうちに（「時の単一」）、1つの場所で（「場の単一」）、1つの行為だけが完結する（「筋の一致」）べきであるという劇作上の制約である。16世紀後半～17世紀初めのイタリアの演劇論がフランスに移入され、発展し、この法則ができあがった。
ピエール・コルネイユが彼の四大悲劇の1つとされる『ル・シッド』でこの規則を厳密に守らなかったことから、「ル・シッド論争」が起きている。
しかしシェイクスピア劇などエリザベス朝演劇はこの法則を守ってはいない。17世紀フランスの古典演劇はこれを守り、近代市民演劇とされるイプセン、ストリンドベリ、チェーホフなどは、場の一致を守ることが多い。
日本では近松門左衛門が18世紀初頭に書いた世話物人形浄瑠璃の『曾根崎心中』および『心中天網島』で使った方法（坪内逍遥曰く「回顧破裂式」）がこの規則に当て嵌まる。また、謡曲がこの法則に偶然一致し、歌舞伎はそうではないことから、河竹登志夫『比較演劇学』は、これを守る演劇を古典劇、守らない劇をバロック演劇と分類しているが、その区分は曖昧である。
戦後米国のエドワード・オールビー『ヴァージニア・ウルフなんかこわくない』などは、たまたまこれを守っている例である。

## 脚註
1. ↑  事が佳境を迎える直前で幕が開き、劇中の台詞によって過去の経緯が明らかにされると共に局面が破裂する。
2. ↑  「新編日本古典文学全集74:月報34（「近松の表現」山川静夫）、鳥越文蔵ほか『近松門左衛門集1』所載、小学館、1997年。
3. ↑  ただし謡曲（特に夢幻能）では、主人公であるシテの思い出を描く場面が物語のメインを占めているが、思い出の中では時間も場所も何度も飛躍するのでこの意味では謡曲も三一致の法則を満たさない。また現在能でも砧や隅田川のように三一致の法則を満たさない物もある。